# Bürgerpark Horstmar

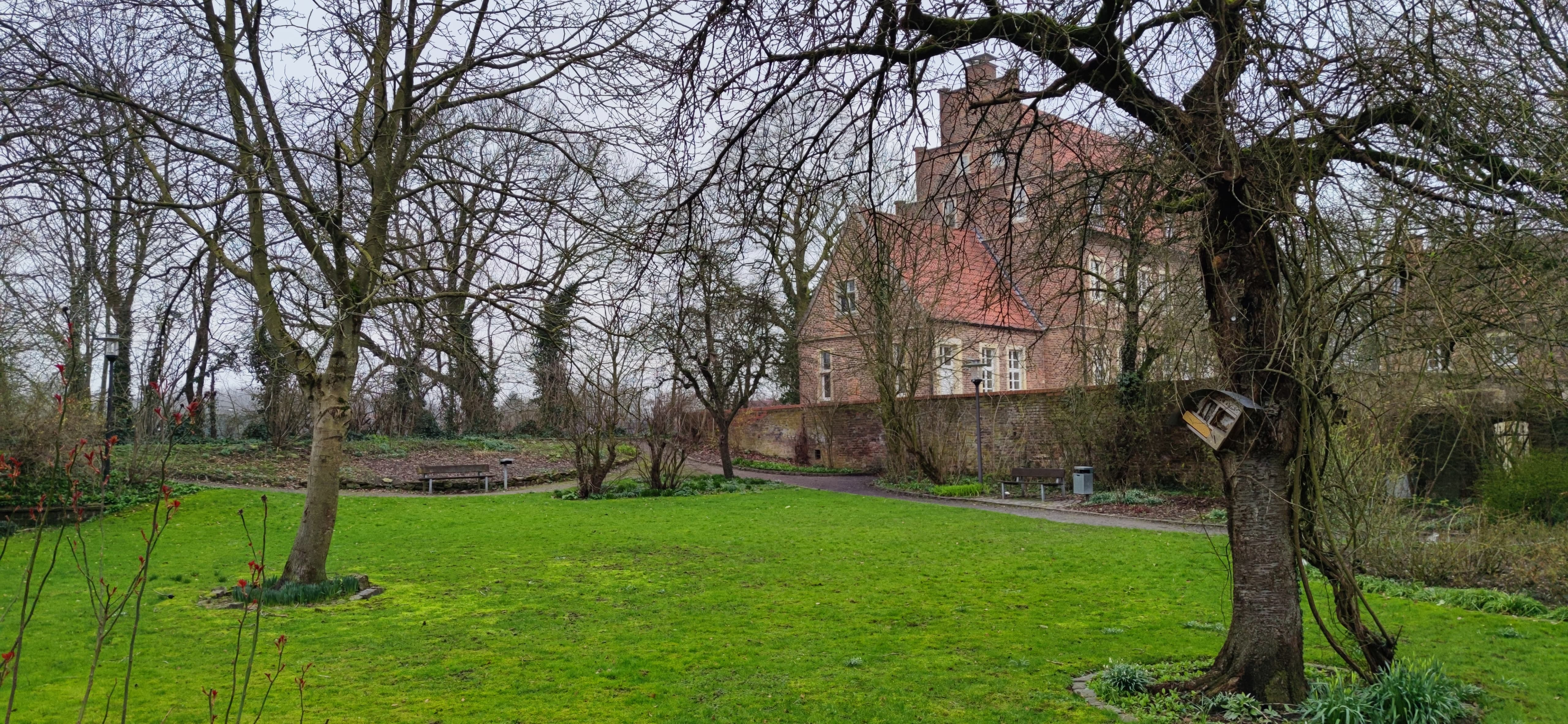
Blick in den Bürgerpark

Der Bürgerpark Horstmar ist eine öffentliche Grünanlage in der Stadt Horstmar im Kreis Steinfurt in Nordrhein-Westfalen. Der Park liegt in unmittelbarer Nähe zum Borchorster Hof, einem ehemaligen Adelssitz, und geht auf die ehemalige Gartenanlage der Anlage zurück.

## Geschichte
Der Borchorster Hof war ein Adelssitz in Horstmar, dessen Ursprünge bis ins Mittelalter reichen. Der zugehörige Garten diente den damaligen Besitzern als repräsentativer Gartenbereich. Mit der Zeit verlor der Hof an Bedeutung und der Garten verwilderte.
In den 1980er Jahren entschied die Stadt Horstmar, das Gelände des ehemaligen Gartens in einen öffentlichen Bürgerpark umzuwandeln. Ziel war es, der Bevölkerung einen stadtnahen Erholungsraum zu bieten und gleichzeitig die historische Bedeutung des Ortes zu bewahren. 

## Heutige Nutzung
Heute ist der Bürgerpark Horstmar ein beliebtes kleines Naherholungsgebiet in der Stadt. Der Park bietet wenige Grünflächen und einen kleinen Spazierweg und ist naturnah gestaltet.

## Lage und Zugang
Der Bürgerpark befindet sich am Rande des Horstmarer Stadtgebiets, nahe dem Borchorster Hof. Der Park ist ganzjährig für die Öffentlichkeit zugänglich.